# Torino Cesana Calcio a 5
Il Torino Cesana Calcio a 5 è stata una squadra italiana di calcio a 5 di Torino.

## Storia

### La fondazione e i campionati in Serie A
La società nasce nel 1975 a Cesana Torinese come squadra di calcio a 11 ma viene iscritta a un campionato di calcio a 5 solo nel 1987.
Fin dalla sua fondazione il Cesana partecipa ai campionati nazionali, mantenendo la massima categoria italiana per quattro edizioni consecutive: dal Campionato Italiano 1989-90 formulato ancora in più gironi, fino alla Serie A 1992-93 al termine della quale, classificandosi all'ultimo posto, retrocede in Serie B.

### La seconda divisione nazionale (Serie Bpre-1998e Serie A2)
Verso la fine degli anni '90 la società si fa promotrice di due successive fusioni.
Nell'estate del 1996 unisce le forze con la società Yuppies 91 dando vita alla nuova compagine Cesana Yuppies 91 che nel campionato successivo vincerà il girone A della Serie B nazionale, perdendo tuttavia lo spareggio promozione contro il Firenze. Con la riforma dei campionati attuata nella stagione 1998-99, il Cesana, fusosi nel frattempo con il Real Ronchiverdi a formare il Cesana Ronchiverdi, viene inserito nel girone A della neonata Serie A2 che si conclude con la retrocessione in Serie B.

### La Serie B e l'epoca Dayco
Nella stagione 2003-04 il Cesana Ronchi Verdi viene acquistato dall'emergente Gruppo Sportivo Dayco, nato come squadra aziendale ma in grado di centrare due promozioni consecutive in Serie C2 e in Serie C1: nasce così l'A.S.D. Dayco Cesana Ronchiverdi che si classifica decima nel girone A di Serie B.
L'estate seguente la società si fonde con il Real Torino dando così vita al Real Dayco Cesana TOC5 che chiude il campionato al settimo posto del girone A.
La stagione successiva vede una meritata promozione in Serie A2 grazie all'inserimento in rosa di giocatori come Eder Salomao, Gustavo Cuculicchio, Evandro Marassato, Eduardo Dias e Cristiano De Noronha.

### La parentesi "Torino Calcio a 5"
La stagione 2005-06 vede il Real Dayco Cesana terminare il girone d'andata al secondo posto in classifica dietro al Cornedo e lo vede parimenti sprofondare in zona salvezza nel girone di ritorno salvandosi solamente all'ultima giornata.
Nella stagione 2006-07 la società cambia denominazione in A.S.D. Calcio a Cinque Torino eliminando lo sponsor dalla denominazione sociale. Il campionato si conclude al dodicesimo posto e sono necessari i play-out (vinti contro l'A.T.S. Città di Quartu) per garantire ai piemontesi la permanenza in Serie A2.
Durante l'estate 2008 la società assorbe anche il Cirié, conquistando una salvezza tranquilla garantita dall'ottavo posto finale in campionato.
Nel 2008-09 conclude il campionato al penultimo posto, retrocedendo in Serie B.

### Le ultime stagioni
Come A.S.D. Futsal Torino Cesana 1975 nella stagione 2009-10 prende parte al girone A di Serie B, ottenendo la seconda piazza finale.
Durante l'estate del 2010 si assiste all'ennesima collaborazione, questa volta con lo Sporting Rosta: pur mantenendo la medesima matricola FIGC del Torino Cesana, la società assume la denominazione A.D.S. Rosta Torino Cesana 1975. Dopo due campionati positivi, conclusi rispettivamente al quarto e al settimo posto del girone A di Serie B, nell'estate 2012 la società rinuncia all'iscrizione al campionato di Serie B, venendo definitivamente assorbita dallo Sporting Rosta.

## Cronistoria
| Cronistoria Torino Cesana C5 |
| --- |
| - 1987 · Fondazione della squadra di calcio a 5 del Cesana Calcio. - 1987-89 · Partecipa ai campionati regionali. - 1989-90 · 3ª nel girone A di Serie A. - 1990-91 · 13ª in Serie A. - 1991-92 · 14ª in Serie A. - 1992-93 · 18ª in Serie A. Retrocessa in Serie B. - 1993-94 · 14ª nel girone A di Serie B. - 1994-95 · 8ª nel girone A di Serie B. - 1995-96 · 9ª nel girone A di Serie B. - 1996 · Fusione con lo Yuppies 91, assume la denominazione Cesana Yuppies 91. - 1996-97 · 5ª nel girone A di Serie B. - 1997-98 · 1ª nel girone A di Serie B. Ammessa in Serie A2. Sconfitta nello spareggio promozione. 1ª fase di Coppa Italia. - 1998 · Fusione con il Real Ronchiverdi, assume la denominazione Cesana Ronchi Verdi. - 1998-99 · 12ª nel girone A di Serie A2. Retrocessa in Serie B. Sedicesimi di finale di Coppa Italia. - 1999-00 · 3ª nel girone A di Serie B. Quarti di finale play-off promozione. 1º turno di Coppa Italia di Serie B. - 2000-01 · 5ª nel girone A di Serie B. - 2001-02 · 4ª nel girone A di Serie B. Sedicesimi di finale di Coppa Italia di Serie B. - 2002-03 · 10ª nel girone A di Serie B. Retrocessa in Serie C1, viene ripescata. Sconfitta ai play-out. - 2003 · Fusione con il G.S. Dayco, assume la denominazione Dayco Cesana Ronchiverdi. - 2003-04 · 7ª nel girone A di Serie B. 1ª fase di Coppa Italia di Serie B. - 2004 · Assume la denominazione Real Dayco Cesana TOC5. - 2004-05 · 1ª nel girone A di Serie B. Promossa in Serie A2. 1ª fase di Coppa Italia di Serie B. - 2005-06 · 8ª nel girone A di Serie A2. Semifinalista di Coppa Italia di Serie A2. - 2006 · Assume la denominazione Torino C5. - 2006-07 · 12ª nel girone A di Serie A2. Vince i play-out. - 2007-08 · 8ª nel girone A di Serie A2. Quarti di finale di Coppa Italia di Serie A2. - 2008-09 · 13ª nel girone A di Serie A2. Retrocessa in Serie B. - 2009 · Assume la denominazione Futsal Torino Cesana 1975. - 2009-10 · 2ª nel girone A di Serie B. 2º turno play-off promozione. Sedicesimi di finale di Coppa Italia di Serie B. - 2010 · Assume la denominazione Rosta Torino Cesana 1975. - 2010-11 · 4ª nel girone A di Serie B. 1º turno play-off promozione. 1ª fase di Coppa Italia di Serie B. - 2011-12 · 7ª nel girone A di Serie B. - 2012 · Viene assorbita dallo Sporting Rosta. |

## Organigramma
- Presidente onorario: Giulio Vacchi
- Direttore Generale: Sabatino Marzo
- Dirigente Accompagnatore: Emanuele Buonomo
- Dirigente Accompagnatore: Emiliano Bessone
- Addetto Stampa: Nadia Afragola

## Rosa 2007/2008
| N° | Naz.                 | Ruolo      | Sportivo                      | Anno     |  |  |
| -- | -------------------- | ---------- | ----------------------------- | -------- |  |  |
| 12 | Italia (bandiera)    | Portiere   | Marco Bassani                 | 11.02.74 |  |  |
| 1  | Brasile (bandiera)   | Portiere   | Kleber Belluzzo               | 24.05.87 |  |  |
| 22 | Italia (bandiera)    | Portiere   | Walter Celso                  | 06.07.70 |  |  |
| 10 | Brasile (bandiera)   | Difensore  | Rodrigo Greggio               | 18.02.86 |  |  |
| 7  | Etiopia (bandiera)   | Difensore  | Mattia Addisu Ciammaglichella | 30.10.81 |  |  |
| 5  | Brasile (bandiera)   | Laterale   | Bueno Ardite Ramon            | 27.09.84 |  |  |
| 13 | Italia (bandiera)    | Laterale   | Giuseppe Cirillo              | 25.05.83 |  |  |
| 4  | Italia (bandiera)    | Laterale   | Gianluca Ongari               | 11.01.87 |  |  |
| 4  | Marocco (bandiera)   | Laterale   | Said Ed Dahabi                | 18.04.82 |  |  |
| 9  | Brasile (bandiera)   | Universale | Eduardo Dias                  | 13.09.80 |  |  |
| 6  | Brasile (bandiera)   | Universale | Evandro Marassato             | 23.01.79 |  |  |
| 11 | Brasile (bandiera)   | Pivot      | Vinicius Gallardi             | 25.01.85 |  |  |
| 3  | Venezuela (bandiera) | Pivot      | Josè Alejandro Falcon Mendoza | 23.11.79 |  |  |
|    | Italia (bandiera)    | Allenatore | Giuseppe Visconti             | 05.04.70 |  |  |

## Palmarès
1 campionato di 2º livello (Serie B 1997-98)

1 campionato di 3º livello (Serie B 2004-05)